# Poptella
Poptella es un género de peces de la familia Characidae y de la orden de los Characiformes.

## Especies
- Poptella brevispina R. E. dos Reis, 1989
- Poptella compressa (Günther, 1864)
- Poptella longipinnis (Popta, 1901)
- Poptella paraguayensis (C. H. Eigenmann, 1907)